# Monopis rutilicostella
Monopis rutilicostella is een vlinder uit de familie echte motten (Tineidae). De wetenschappelijke naam van deze soort is voor het eerst geldig gepubliceerd in 1860 door Stainton.
De soort komt voor in tropisch Afrika.